# پتر براون (بازیگر)
پتر براون (انگلیسی: Peter Brown; ۵ اکتبر ۱۹۳۵ – ۲۱ مارس ۲۰۱۶) بازیگر اهل ایالات متحده آمریکا بود.
از فیلم‌ها یا برنامه‌های تلویزیونی که وی در آن نقش داشته‌است می‌توان به پیرانیا اشاره کرد.